# The Sweetest Thing
The Sweetest Thing to piosenka rockowej grupy U2, oryginalnie wydaną jako dodatkowy utwór na singlu "Where the Streets Have No Name". Po pewnym czasie zmieniono jej nazwę (na prostszą: "Sweetest Thing"), a także ponownie nagrano i wydano na kompilacyjnym albumie The Best of 1980-1990, w 1998 roku. Piosenka uplasowała się na miejscach: #1 w Irlandii i Kanadzie, #3 w Wielkiej Brytanii, #6 w Australii, #9 na liście Modern Rock Tracks, #31 na liście Mainstream Rock Tracks i #63 na liście Billboard Hot 100 w Stanach Zjednoczonych.

## Historia
Bono napisał piosenkę w ramach przeprosin dla żony, Ali Hewson, gdyż zapomniał o jej urodzinach. W teledysku do utworu pojawili się: Riverdance, Boyzone, Steve Collins, the Artane Boys Band i Chippendales. The Edge, Adam Clayton, Larry Mullen, Jr., Norman Hewson (brat Bona), Dik Evans (brat The Edge'a) i Alison Hewson pojawiali się w wideoklipie w takim samym stopniu jak Bono.
Na prośbę Alison, wszystkie dochody ze sprzedaży singla wsparły charytatywną oraganizację Chernobyl Children's Project International.
W celu promocji singla, w 1998 roku Island Records podjęło się dystrybucji tabliczek czekolady "Sweetiest Thing", które stały się obiektem pożądania fanów zespołu.
Piosenka była grana na żywo tylko ok. 30 razy, podczas trasy Elevation Tour, kiedy Bono grał partie The Edge'a na pianinie. Utwór znalazł się także w krótkim filmie Sightings of Bono.

## Lista utworów

### Wersja 1
1. "Sweetest Thing" (The Single Mix) – 3:00
2. "Twilight" (Na żywo z Red Rocks, 5 czerwca 1983) – 4:29
3. "An Cat Dubh / Into the Heart" (Na żywo z Red Rocks, 5 czerwca 1983) – 7:14

Najbardziej powszechna wersja CD. Wydanie na kasecie magnetofonowej nie zawierało "An Cat Dubh / Into The Heart".

### Wersja 2
1. "Sweetest Thing" (The Single Mix) – 3:00
2. "Stories for Boys" (Na żywo z Bostonu, 6 marca 1981) – 3:02
3. "Out of Control" (Na żywo z Bostonu, 6 marca 1981) – 4:25

Druga wersja na CD.

### Wersja 3
1. "Sweetest Thing" (The Single Mix) – 3:00
2. "With or Without You" (wersja albumowa) – 4:56

3" CD dostępne wyłącznie w Japonii zawierało "With or Without You" jako singel dodatkowy.